# The Ashes 2005
Il The Ashes 2005 è la 63ª edizione del prestigioso The Ashes di cricket. La serie di 5 partite si è disputata in Inghilterra tra il 21 luglio 2005 e il 12 settembre 2005. Le due squadre hanno eseguito un tour partito nella città di Londra (al Lord's) e che ha toccato Birmingham, Manchester, Nottingham per poi tornare a Londra (al The Oval stavolta).
Dopo 8 vittorie consecutive della selezione australiana la vittoria finale è andata per la prima volta dal 1987 alla selezione inglese per 2 successi a 1 (con due patte). Gli inglesi hanno potuto così interrompere il più lungo digiuno di vittorie della loro storia in questa competizione.

## Partite

### Test 1: Londra, 21-24 luglio 2007
| Data              | Luogo                                     |           |             | Risultato             |
| ----------------- | ----------------------------------------- | --------- | ----------- | --------------------- |
| 21-24 luglio 2005 | Lord's Cricket Ground Londra, Inghilterra | Australia | Inghilterra | AUS vince di 239 runs |

| Innings | In battuta  | Al lancio   | Risultato   | Note |
| ------- | ----------- | ----------- | ----------- | ---- |
| I       | Australia   | Inghilterra | 190/all out |      |
| II      | Inghilterra | Australia   | 155/all out |      |
| III     | Australia   | Inghilterra | 384/all out |      |
| IV      | Inghilterra | Australia   | 180/all out |      |

### Test 2: Birmingham, 4-7 agosto 2007
| Data            | Luogo                                            |             |           | Risultato           |
| --------------- | ------------------------------------------------ | ----------- | --------- | ------------------- |
| 4-7 agosto 2005 | Edgbaston Cricket Ground Birmingham, Inghilterra | Inghilterra | Australia | ENG vince di 2 runs |

| Innings | In battuta  | Al lancio   | Risultato   | Note |
| ------- | ----------- | ----------- | ----------- | ---- |
| I       | Inghilterra | Australia   | 407/all out |      |
| II      | Australia   | Inghilterra | 308/all out |      |
| III     | Inghilterra | Australia   | 182/all out |      |
| IV      | Australia   | Inghilterra | 279/all out |      |

### Test 3: Manchester, 11-15 agosto 2007
| Data              | Luogo                                            |             |           | Risultato |
| ----------------- | ------------------------------------------------ | ----------- | --------- | --------- |
| 11-15 agosto 2005 | Edgbaston Cricket Ground Birmingham, Inghilterra | Inghilterra | Australia | DRAW      |

| Innings | In battuta  | Al lancio   | Risultato   | Note                                                      |
| ------- | ----------- | ----------- | ----------- | --------------------------------------------------------- |
| I       | Inghilterra | Australia   | 444/all out |                                                           |
| II      | Australia   | Inghilterra | 302/all out |                                                           |
| III     | Inghilterra | Australia   | 280/6       | Dichiarazione                                             |
| IV      | Australia   | Inghilterra | 371/9       | ENG non ha completato i wickets quindi la partita è patta |

### Test 4: Nottingham, 25-28 agosto 2007
| Data              | Luogo                                |             |           | Risultato              |
| ----------------- | ------------------------------------ | ----------- | --------- | ---------------------- |
| 25-28 agosto 2005 | Trent Bridge Nottingham, Inghilterra | Inghilterra | Australia | ENG vince di 3 wickets |

| Innings | In battuta  | Al lancio   | Risultato   | Note                                                       |
| ------- | ----------- | ----------- | ----------- | ---------------------------------------------------------- |
| I       | Inghilterra | Australia   | 477/all out |                                                            |
| II      | Australia   | Inghilterra | 218/all out | ENG chiede il Follow on avendo oltre 200 runs di vantaggio |
| III     | Australia   | Inghilterra | 387/all out |                                                            |
| IV      | Inghilterra | Australia   | 129/7       |                                                            |

### Test 5: Londra, 8-12 settembre 2007
| Data                | Luogo                        |             |           | Risultato               |
| ------------------- | ---------------------------- | ----------- | --------- | ----------------------- |
| 8-12 settembre 2005 | The Oval Londra, Inghilterra | Inghilterra | Australia | DRAW ENG VINCE LA SERIE |

| Innings | In battuta  | Al lancio   | Risultato   | Note                                                        |
| ------- | ----------- | ----------- | ----------- | ----------------------------------------------------------- |
| I       | Inghilterra | Australia   | 373/all out |                                                             |
| II      | Australia   | Inghilterra | 367/all out |                                                             |
| III     | Inghilterra | Australia   | 335/all out |                                                             |
| IV      | Australia   | Inghilterra | 4/0         | Trascorsi i 5 giorni di gioco la partita è dichiarata patta |